# Ephydatia fluviatilis
Ephydatia fluviatilis är en svampdjursart som först beskrevs av Linné år 1759.  Ephydatia fluviatilis ingår i släktet Ephydatia och familjen Spongillidae. Arten är reproducerande i Sverige. Utöver nominatformen finns också underarten E. f. capensis.